# مطار زويبروكين
مطار زويبروكين (بالإنجليزية: Zweibrücken Airport) (إياتا: ZQW، إيكاو: EDRZ) هو مطار يقع في راينلند بالاتينات في ألمانيا.